# 炭釜信号场
炭釜信号场是位于韩国江原道寧越郡寧越邑寧越路的一座号志站，属于太白线。

## 历史
- 1978年1月1日 - 落成使用，名称为斗坪站[1]。
- 1995年2月16日 - 改为现在名称[2]。

## 邻近车站
韩国铁道公社
太白線
宁越站 - 炭釜信号场 - 莲下信号场